# Françoise Giroud
Françoise Giroud, pseudoniem, sinds 1964 aangenomen naam van Lea France Gourdji, (Lausanne, 21 september 1916 - Neuilly-sur-Seine, 19 januari 2003) was een Frans journaliste, schrijfster en politica.

## Biografie
Ze werd geboren als de dochter van Joods-Turkse ouders in Zwitserland. Ze studeerde aan het Lycée Molière in Parijs en begon met werken voor de Franse cinema. Zo werkte ze als scriptschrijver voor onder andere Marc Allégret, Jean Renoir (voor La grande illusion) en Jacques Becker. Toen begon ze de schrijversnaam Françoise Giroud te gebruiken. 
Tijdens de Tweede Wereldoorlog wist ze aan de Jodenvervolging te ontkomen door katholiek te worden (ze werd toen gedoopt en kreeg een geantedateerd doopbewijs) en papieren te verkrijgen onder de naam Françoise Giroud. Vanwege haar activiteiten voor het verzet werd ze in 1944 enkele maanden gevangengezet. 
In 1947 huwde ze met Anatole Eliacheff met wie ze een zoon en een dochter kreeg. 
Na de oprichting van het blad Elle ging Giroud hiervoor werken. Samen met Jean-Jacques Servan-Schreiber (met wie ze een tijd een relatie had) richtte ze in 1953 het invloedrijke weekblad L'Express op. Ze was hoofdredacteur, later directeur van het blad tot 1974. De laatste jaren was ze ook voorzitter van de persgroep Express-Union. Ze kwam ook regelmatig op televisie in verband met feministische onderwerpen
In 1974 werd ze door president Valéry Giscard d'Estaing benoemd in de geheel nieuwe functie van staatssecretaris voor Vrouwenzaken in het eerste kabinet van Jacques Chirac. Ze formuleerde toen 101 voorstellen om de positie van de vrouwen in de samenleving te verbeteren. De grote meerderheid daarvan werd door de regering overgenomen. Omdat ze besefte dat ze op korte termijn weinig meer kon doen en over beperkte middelen beschikte, vroeg ze bij een regeringswissel in 1976 om niet langer die post te bekleden. 
Daarop werd ze staatssecretaris voor Cultuur in de eerste regering van Raymond Barre. Het jaar daarop keerde ze niet terug in het kabinet Barre II, nadat ze ervan beschuldigd werd ten onrechte de Franse Verzetsmedaille te hebben gedragen. Uiteindelijk bleek ze te goeder trouw te hebben gehandeld. 
Na haar ministerschap ging Giroud weer schrijven en was ze onder andere actief voor Le Journal du Dimanche en Le Nouvel Observateur, waar ze een wekelijkse column had.

## Publicaties
- 1953 Françoise Giroud vous présente le Tout-Paris
- 1954 Nouveaux portraits
- 1958 La Nouvelle vague: portraits de la jeunesse
- 1973 I give you my word
- 1977 La comédie du pouvoir
- 1978 Ce que je crois
- 1981 Une Femme honorable
- 1983 Le Bon Plaisir, verfilmd
- 1984 Le Bon Plaisir (toneelstuk)
- 1987 Dior
- 1988 Alma Mahler ou l'art d'être aimée
- 1990 Leçons particulieres (ISBN 978-2-213-02598-8
- 1992 Jenny Marx ou le femme du diable
- 1993 Les Hommes et les femmes (i.s.m. Bernard-Henri Lévy
- 1994 Journal d'une Parisienne
- 1999 La rumeur du monde: journal, 1997 et 1998
- 2000 On ne peut pas etre heureux tout le temps: récit
- 2000 C'est arrivé hier: journal 1999
- 2001 Profession journaliste: conversations avec Martine de Rabaudy
- 2003 Demain, déjà: Journal, 2000-2003
- 2003 Les Taches du léopard, Fayard
- 2013 Histoire d'une femme libre, Gallimard

## Secundaire literatuur
- Christine Ockrent, Françoise Giroud, une ambition française, Parijs, Fayard, 2003.
- Laure Adler, Françoise, Parijs, Grasset, 2011.
- Alix de Saint-André, Garde tes larmes pour plus tard, Parijs, Gallimard, 2013.

- Bibsys: 98040948
- Biblioteca Nacional de España: XX1155041
- Bibliothèque nationale de France: cb11905116q (data)
- CiNii: DA02031843
- Gemeinsame Normdatei: 118860062
- International Standard Name Identifier: 0000 0001 1472 5510
- Library of Congress Control Number: n50029922
- Nationale Bibliotheek van Letland: 000002931
- Bibliotheek van het Japanse parlement: 00440999
- Nationale Bibliotheek van Tsjechië: jn20000601826
- Nationale bibliotheek van Australië: 35126613
- Nationale Bibliotheek van Israël: 987007261872205171
- Nationale en Universitaire bibliotheek Zagreb: 000171632
- Nederlandse Thesaurus van Auteursnamen: 06895171X
- Réseau des bibliothèques de Suisse occidentale: 02-A000072338
- SNAC: w66w9w7z
- Système universitaire de documentation: 030402026
- Virtual International Authority File: 51690167
- WorldCat: E39PBJy8yKgg4gKM99RfGd6Myd